# Kamimusubi
Kamimusubi (jap. 神産巣日神 Kamimusubi-no-kami; Boska Moc Życiodajna) – bóstwo w mitologii japońskiej. Należy do pierwszej trójki istot (wraz z Amenominakanushim i Takamimusubim), które wyłoniły się z przedwiecznego chaosu.
Pierwotnie enigmatyczna postać Kamimusubi w późniejszych podaniach staje się rodzicem Sukunabikony, a nawet opisywana jest jako kobieta i partnerka Takamimusubiego, będąca patronką medycyny.